# 浜坂駅
浜坂駅（はまさかえき）は、兵庫県美方郡新温泉町浜坂字東岡にある、西日本旅客鉄道（JR西日本）山陰本線の駅である。

## 概要
新温泉町の代表駅であり、近畿北部の温泉所湯村温泉への鉄道での玄関口。
特急「はまかぜ」（当駅折返し有）の全列車が停車し、普通列車は2往復を除き当駅で折返しとなる。また余部橋梁での横風が強まった場合、香住駅 - 当駅間が運休となりバス代行（全但バス担当）となることもある。なお、カニのシーズン（11月から翌年3月）には臨時特急「かにカニはまかぜ」が当駅まで運転される。

## 歴史
- 1911年（明治44年）11月10日：鉄道院山陰本線岩美駅 - 当駅間延伸時に終着駅として開設[1][2]。客貨取扱開始[2]。
- 1912年（明治45年）3月1日：山陰本線当駅 - 香住駅間延伸、京都駅 - 香住駅間の既存線と繋がる。
- 1959年（昭和34年）3月：駅舎改築[1]。
- 1967年（昭和42年）：島式2・3番ホームへの地下道完成[1]。
- 1982年（昭和57年）10月3日：貨物取扱廃止[2]。
- 1986年（昭和61年）3月1日：荷物扱い廃止[2]。
- 1987年（昭和62年）4月1日：国鉄分割民営化に伴い、JR西日本の駅となる[2]。
- 2002年（平成14年）3月：夜間無人駅となる。
- 2004年（平成16年）10月16日：業務委託駅化。
- 2008年（平成20年）4月：新温泉町が駅舎内の空スペースを無償で借り受けて鉄道グッズ館「鉄子の部屋」を設置[4]。
- 2010年（平成22年）7月17日：余部橋梁架け替え工事に伴い同日から8月11日までの間、当駅から香住駅まで運休（バス代行）となり、一時的に鳥取方面からの列車の終着駅となる。
- 2021年（令和3年）7月1日：駅業務がJR西日本福知山メンテックからJR西日本へ再直営化。
- 2022年（令和4年）
  - 3月31日：JR西日本乗務員宿泊所が駅舎内に移転することとなり、鉄道グッズ館「鉄子の部屋」を閉鎖[4]。
  - 10月1日：組織改正に伴い、近畿統括本部福知山管理部管轄となる。

## 駅構造
単式ホーム1面1線と島式ホーム1面2線、計2面3線を有する地上駅で、豊岡駅が管理している。駅舎は単式の1番ホーム側にあり、島式2・3番ホームへの通路は地下道で連絡している。みどりの窓口が設置されているが、e5489・JR九州インターネット列車予約の受け取りは取り扱う一方、エクスプレス予約・スマートEXの受け取りは取り扱っていない。
改札口とホームには、現在では数少なくなった反転フラップ式案内表示機が設置されていたが、2013年3月に撤去された。その後、香住駅と共に改札口に液晶ディスプレイの発車標が設置されたが、反転フラップ時代と同様に駅員の勤務時間のみ稼働している。

### のりば
| のりば  | 路線     | 方向 | 行先               |
| ------- | -------- | ---- | ------------------ |
| 1・2・3 | 山陰本線 | 上り | 城崎温泉・豊岡方面 |
| 1・2・3 | 山陰本線 | 下り | 鳥取・米子方面     |

付記事項
- 運転指令上では1番のりばが上り本線、2番のりばが下り本線になっているが、どのホームも両方向からの入線及び出発が可能である。夜間滞泊は豊岡方面のみ2本設定されており、鳥取方面から到着した最終列車は折返し鳥取行最終列車となる。
- 運転系統上の境界駅であるため発着番線が一定せず、列車によって発着ホームは頻繁に変更されるため、利用時には駅掲示の時刻表で発着ホームを良く確認する必要がある。
- 特急「はまかぜ」発着ホームもダイヤ改正毎に見直されており、2010年（平成22年）3月13日改正ダイヤでは当駅が終着の「はまかぜ」1号は1番のりばに到着し、「はまかぜ」4号として折返している（2009年（平成21年）3月13日までは3番のりばで折返していた）。ちなみに「はまかぜ」の乗車位置目標は全ホームに設けられている。

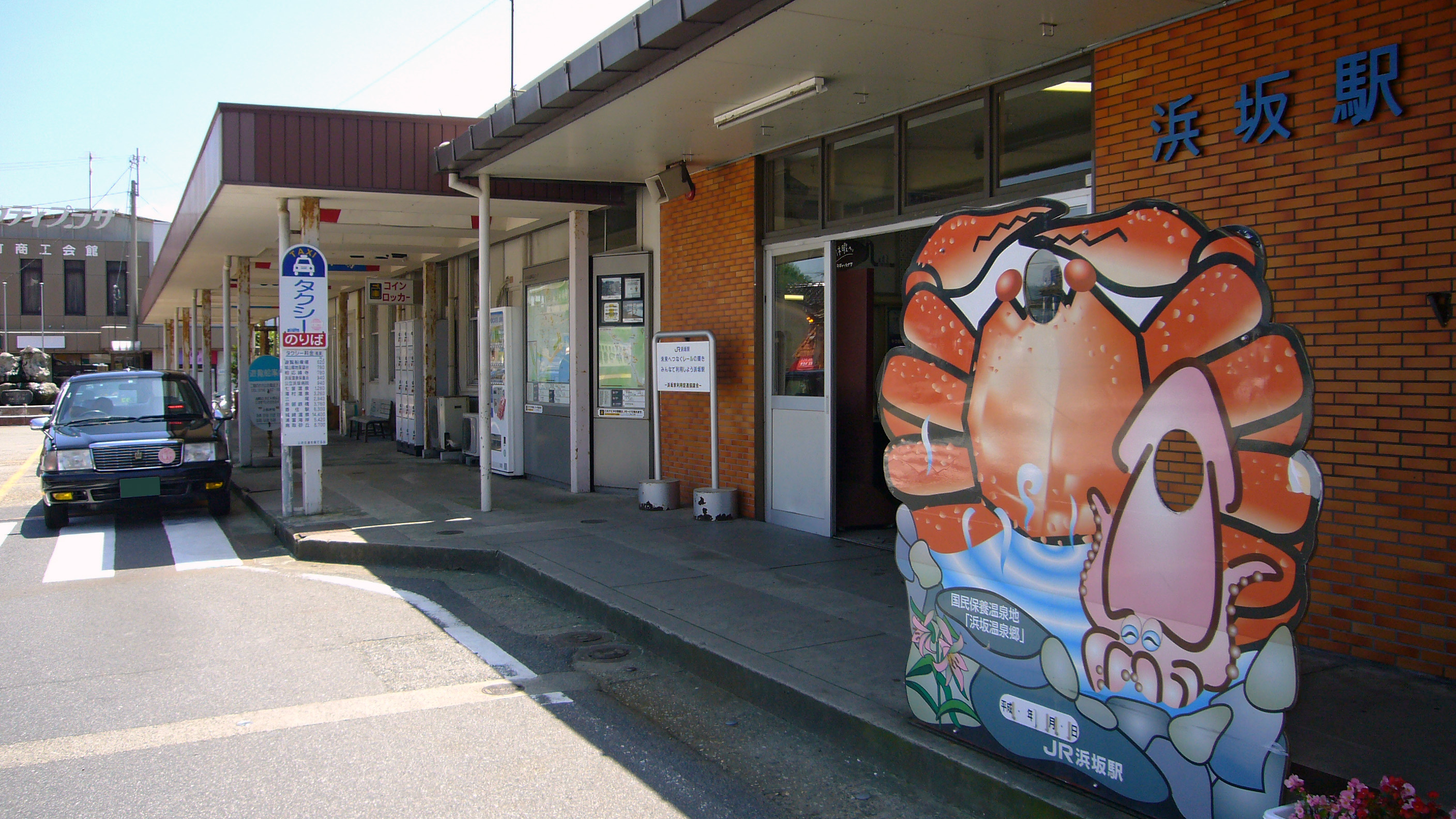
駅舎入口（2006年7月）
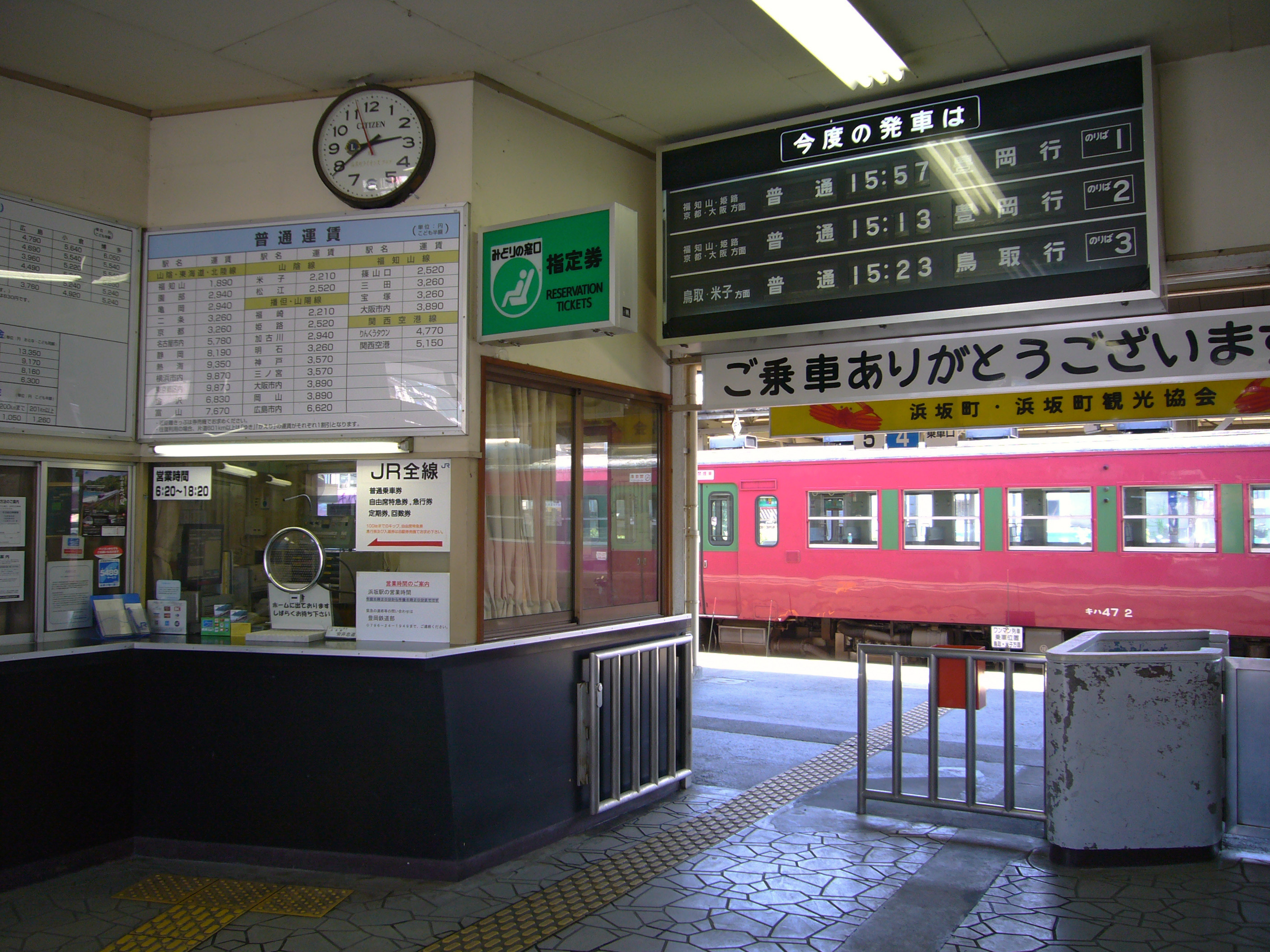
反転フラップ式案内表示機撤去前の改札口（2006年7月）

## 駅弁

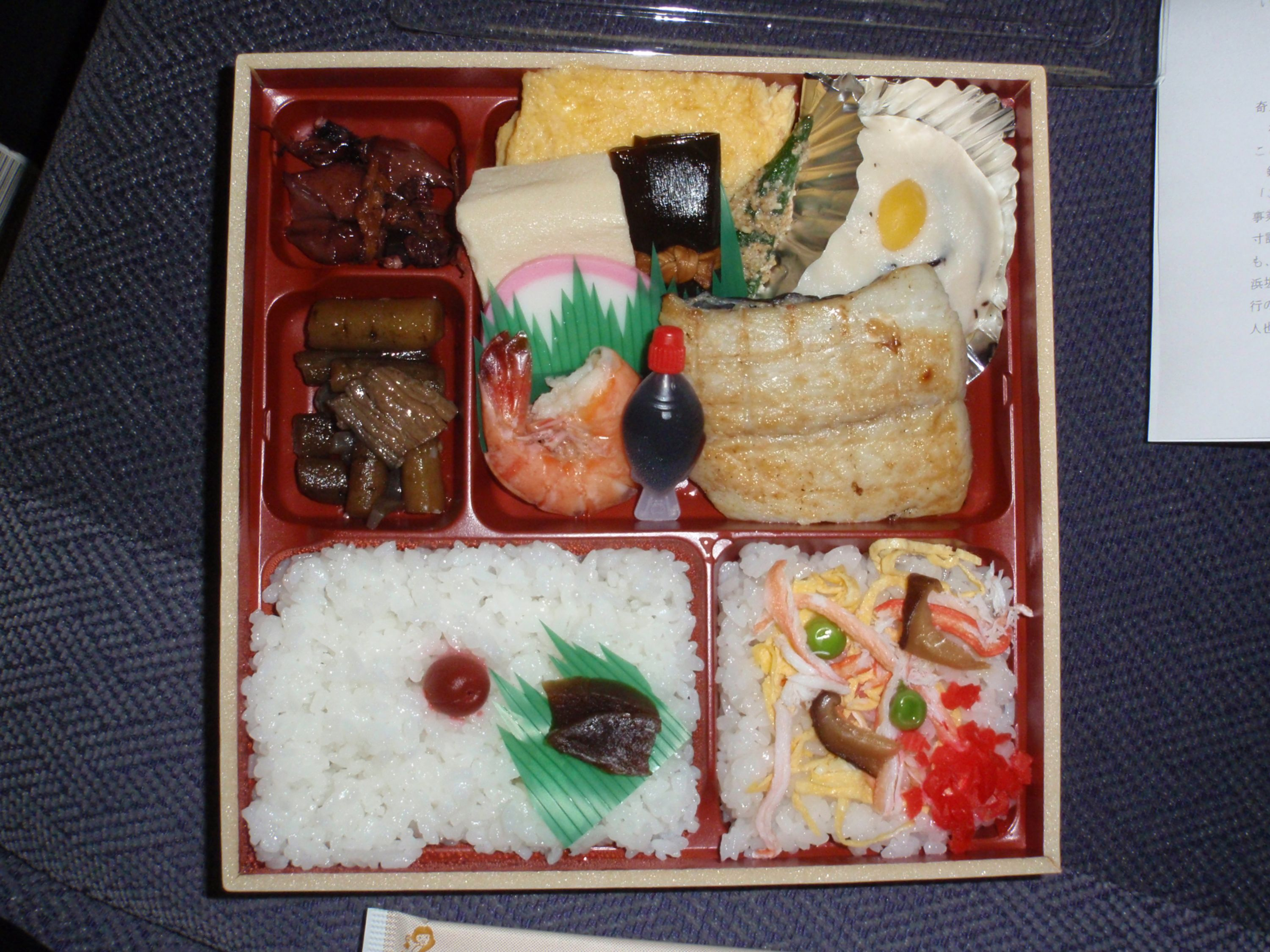
「余部鉄橋物語」

以前は駅弁販売駅で待合室とホームに売店があったが、1999年（平成11年）10月に撤退した。駅弁であった「かに寿司」は製造元の業者「米田茶店」が駅前の店舗で販売していた（ただし、土・日・月以外は前日までの要予約）が、売上減少により2019年（平成31年）1月6日に駅弁販売を終了した。その後、神戸の駅弁業者淡路屋がレシピを引き継いで、同名の駅弁を自社の直営売店で販売している。その後、「米田茶店」は道路拡張に伴い、2019年7月に閉店した。
他に「余部鉄橋物語」もあったが、2014年（平成26年）8月17日限りで販売を終了した。

## 利用状況
JR西日本の移動等円滑化取組報告書によると、2023年度の1日平均乗降人員は392人である。
「兵庫県統計書」によれば、近年の1日平均乗車人員の推移は以下の通り。
| 年度   | 1日平均 乗車人員 |
| ------ | ---------------- |
| 2000年 | 614              |
| 2001年 | 577              |
| 2002年 | 539              |
| 2003年 | 525              |
| 2004年 | 509              |
| 2005年 | 494              |
| 2006年 | 527              |
| 2007年 | 441              |
| 2008年 | 405              |
| 2009年 | 370              |
| 2010年 | 354              |
| 2011年 | 312              |
| 2012年 | 313              |
| 2013年 | 299              |
| 2014年 | 290              |
| 2015年 | 280              |
| 2016年 | 263              |
| 2020年 | 183              |

## 駅周辺
- 新温泉町役場（旧・浜坂町役場）
- 神戸新聞社浜坂支局
- 読売新聞社浜坂通信部
- 新日本海新聞社但馬支社
- 浜坂県民サンビーチ
- 加藤文太郎記念図書館
- 浜坂温泉郷（七釜温泉、浜坂温泉、二日市温泉）
- 但馬御火浦
- 公立浜坂病院
- 浜坂漁港（蛍烏賊（ホタルイカ）水揚げ量日本一の漁港）
- 国道178号
- 兵庫県道47号浜坂井土線
- 兵庫県道127号浜坂港浜坂停車場線
- 兵庫県道167号浜坂停車場線

## バス路線
全但バス
- 特急バス 大阪 行・神戸 行（大阪行は阪急観光バスと共同運行）
- 新温泉町民バス「夢つばめ」（全但バスに運行を委託）
  - 久斗山線：久斗山 行
  - 久斗山線・赤崎循環線（一部便）：B&G 行
  - 赤崎循環線：田井→三尾→浜坂病院方面 / 浜坂病院→三尾→田井方面
  - 浜坂温泉線：湯村温泉・温泉総合支所 行 / 浜坂高校・ジオパーク館 行
  - 居組線：居組港 行／浜坂病院 行
- 夢但馬周遊バス「たじまわる」

## その他

### 鉄子の部屋
2008年4月、新温泉町は浜坂駅舎内のスペース（約45平方メートル）を無償で借り受けて鉄道グッズ館「鉄子の部屋」を設置した。施設内では旧余部鉄橋の鋼材や風速計、蒸気機関車の銘板など約320点を展示。2021年12月末までの来館者は計10万4687人だった。しかし、兵庫県道「浜坂駅港湾線」の改良事業でJR西日本の乗務員宿泊所が駅舎内に移転することになり、2022年3月末で閉鎖されることになった。なお、一部の展示は浜坂駅前まち歩き案内所「松籟庵（）」に移設される。

### ギャラリー

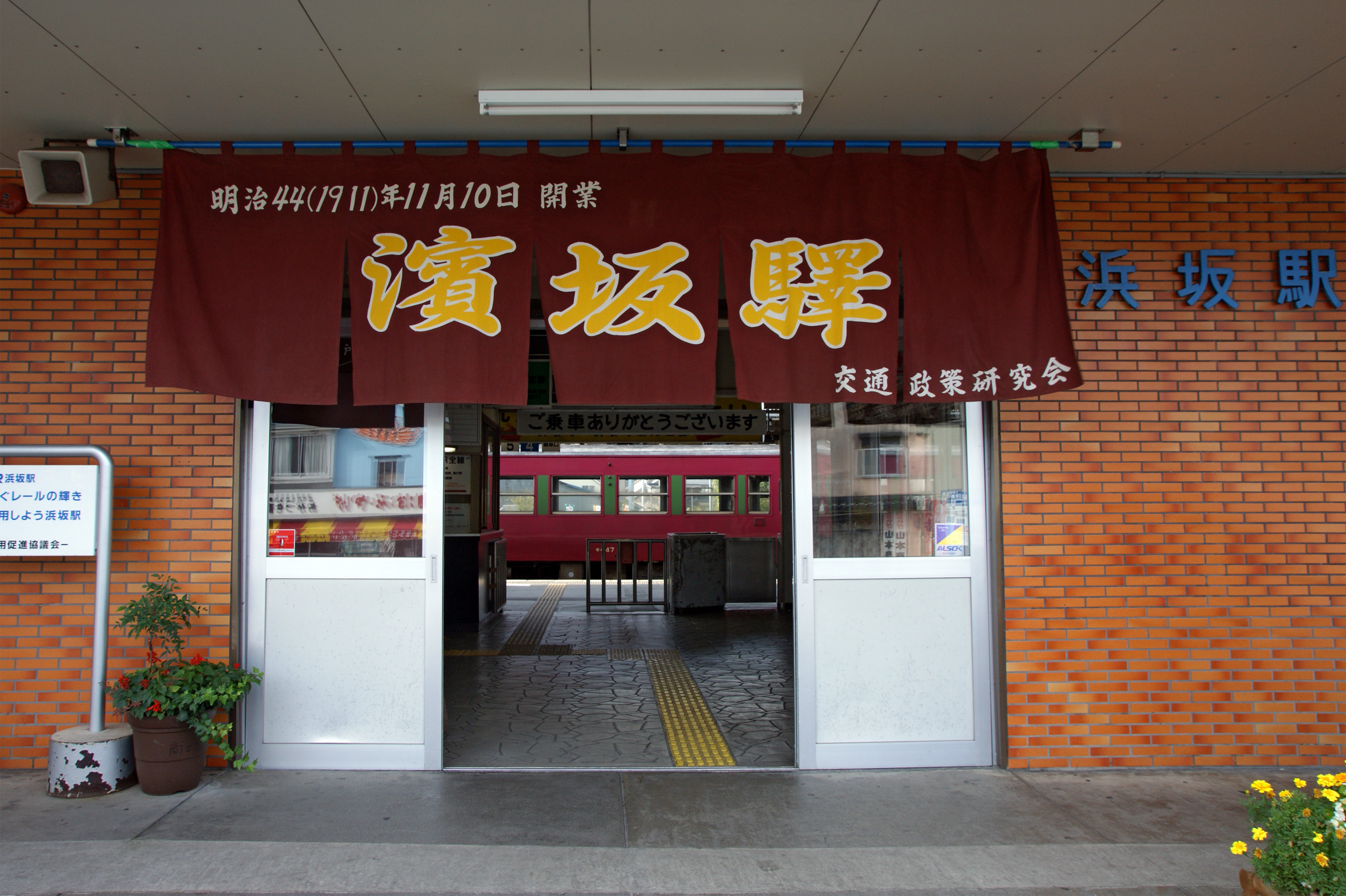
駅舎入口の暖簾
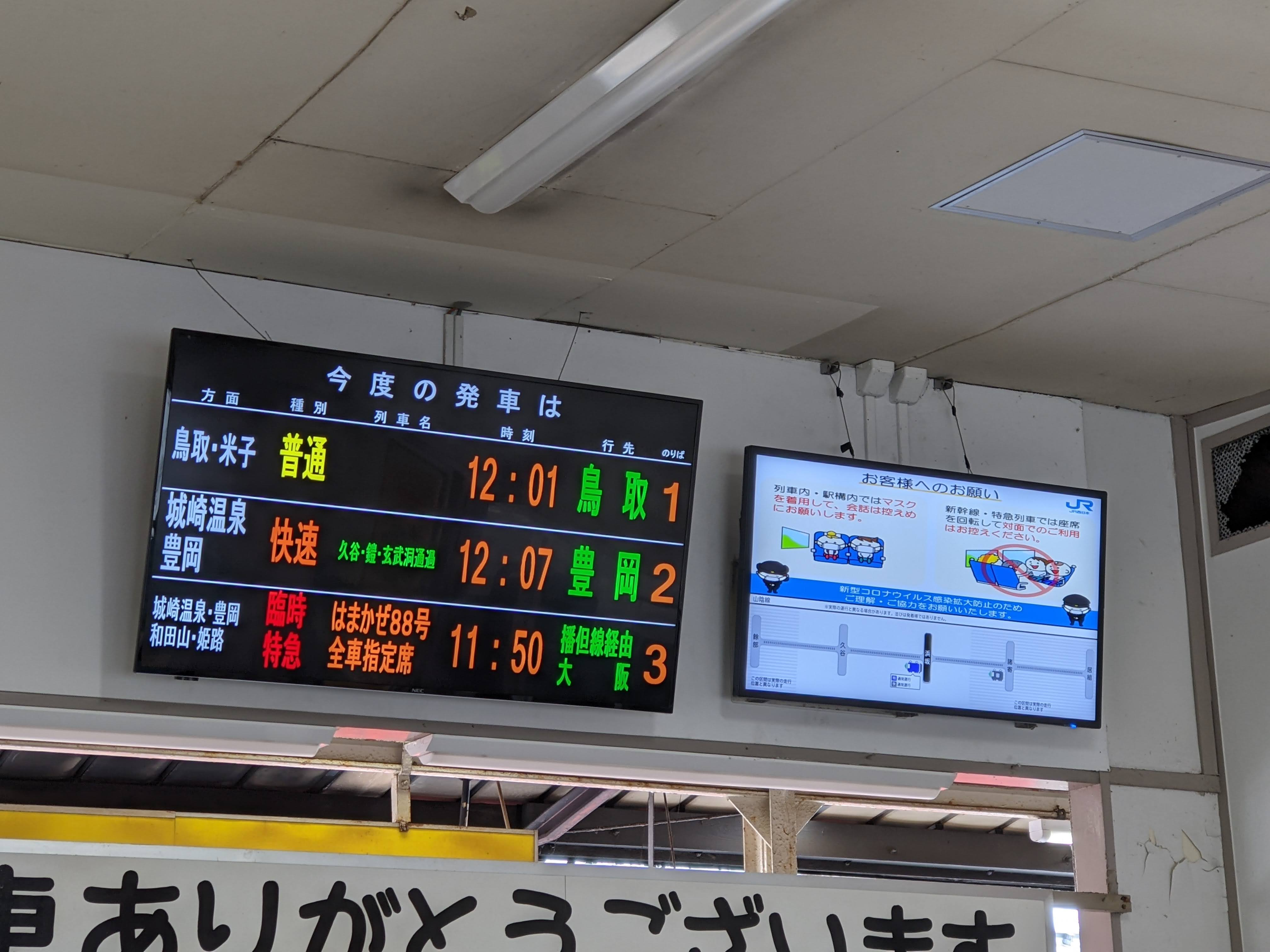
現在の改札口発車標
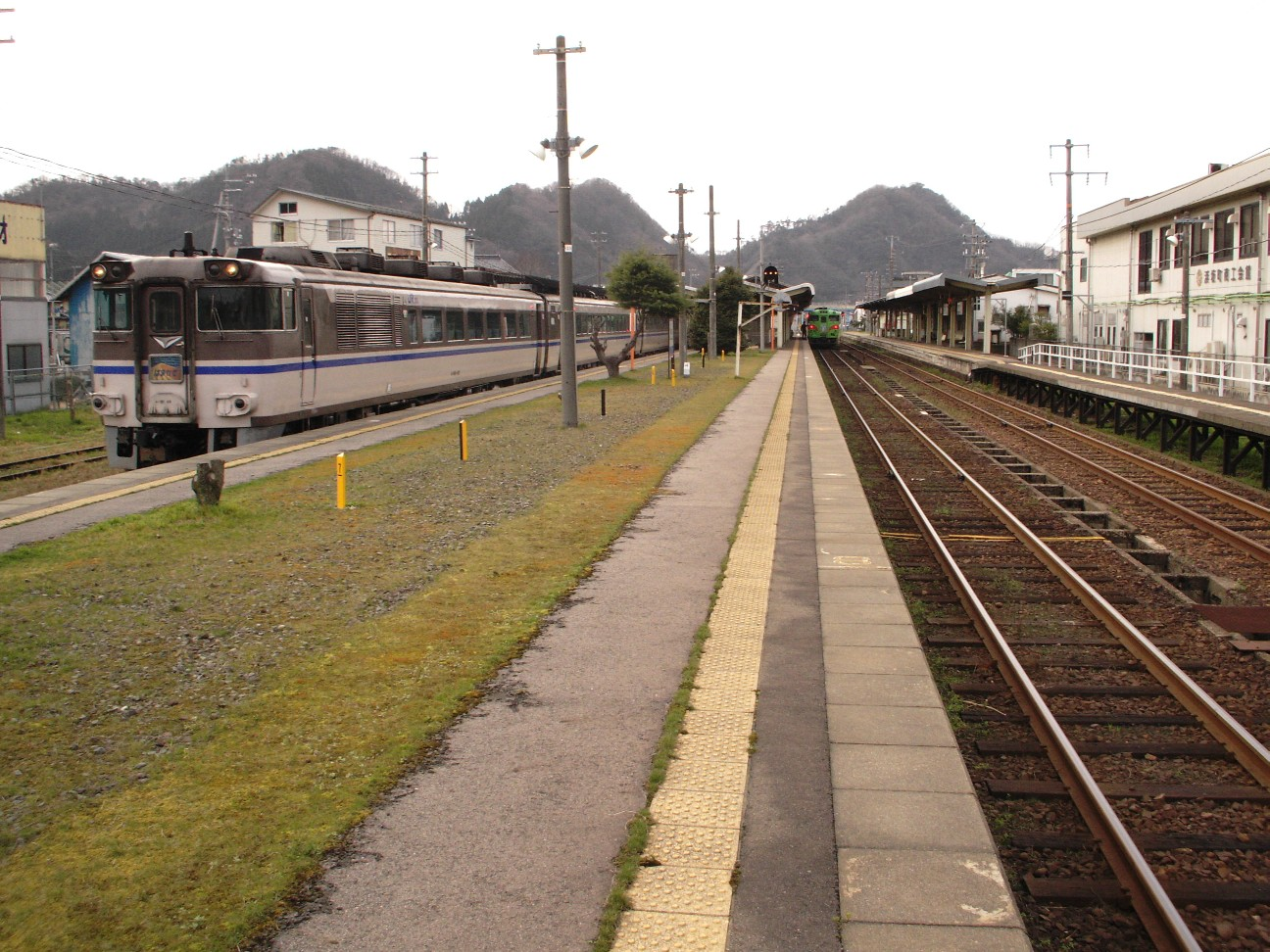
プラットホーム（左側は3番線に停車中の「はまかぜ6号」）
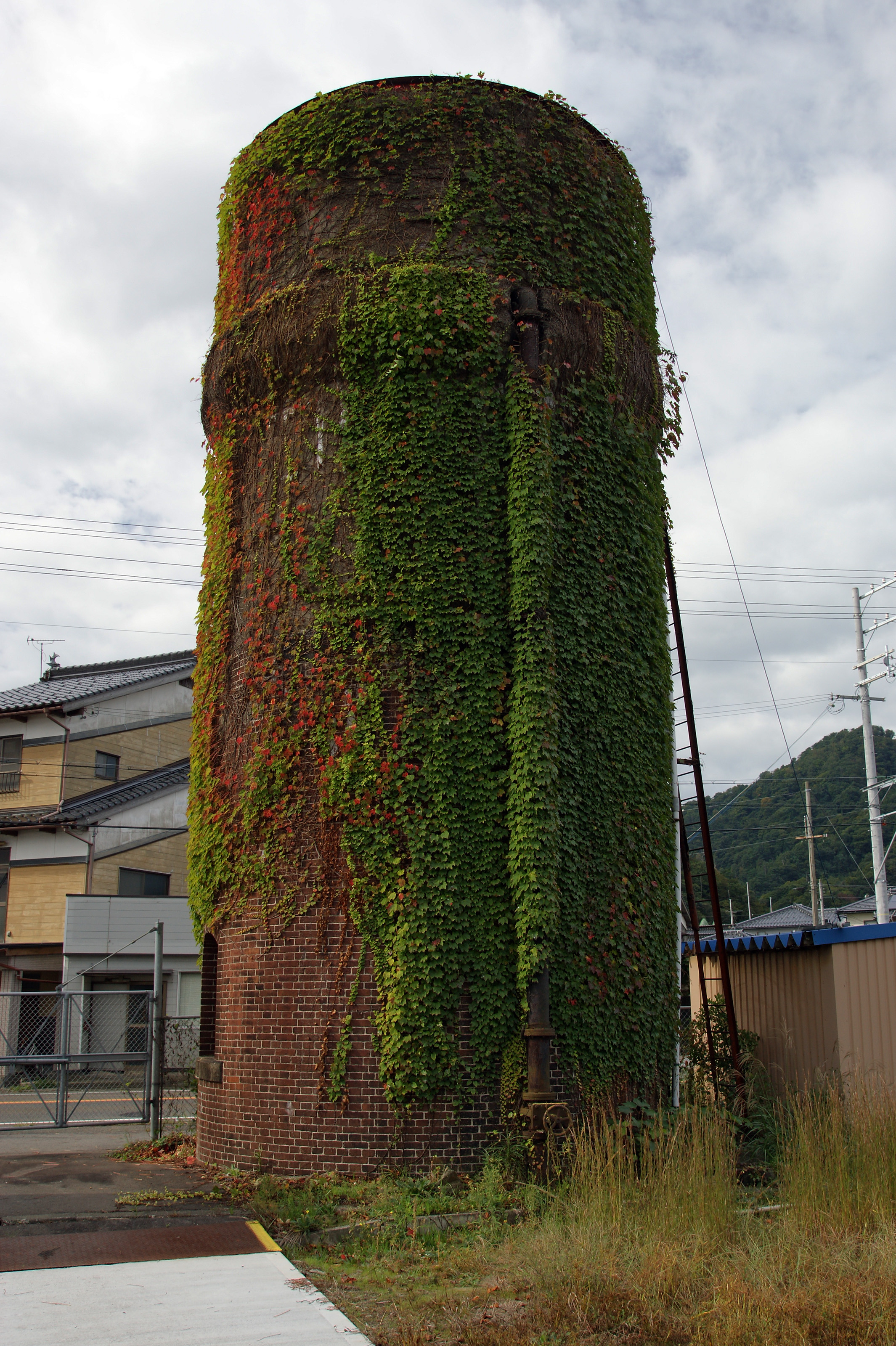
駅構内にある機関車給水塔

## 隣の駅
※特急「はまかぜ」・観光列車「あめつち」の隣の停車駅は列車記事を参照のこと。
西日本旅客鉄道（JR西日本）
 山陰本線
久谷駅 - 浜坂駅 - 諸寄駅